# Karl Mecklenburg
Karl Bernard Mecklenburg (* 1. September 1960 in Seattle, Washington, USA) ist ein ehemaliger US-amerikanischer American-Football-Spieler. Er spielte unter anderem als Linebacker in der National Football League (NFL) bei den Denver Broncos.

## Spielerlaufbahn
Der deutschstämmige Mecklenburg spielte zunächst am Augustana College und wechselte dann zu den Minnesota Golden Gophers, der Footballmannschaft der University of Minnesota. Mecklenburg wurde sehr spät in der NFL Draft 1983 verpflichtet. Erst in der zwölften Runde wurde er an 310. Stelle durch die Broncos gezogen. Diese späte Verpflichtung machte ihm zunächst keine Hoffnung auf eine große Profikarriere, zumal sein Head Coach Dan Reeves zunächst nicht auf ihn setzte und ihn nur sporadisch einsetzte. Erst in seinem dritten Spieljahr wurde er zum Stammspieler. Mecklenburg kam dabei nicht nur als Linebacker zum Einsatz, sondern fand auch Verwendung als Spieler der Defensive Line. Er entwickelte sich zu einem der besten Abwehrspieler in der Geschichte der Denver Broncos. Ein Super-Bowl-Sieg blieb ihm dabei allerdings verwehrt, obwohl seine Mannschaft mit dem Quarterback John Elway dreimal in den Super Bowl einzog. Der Super Bowl XXI ging gegen die New York Giants mit 39:20 verloren, der Super Bowl XXII ging mit 42:10 an die Washington Redskins, wobei Mecklenburg den Ersatzquarterback der Redskins Jay Schroeder mittels eines Sacks zu Boden bringen konnte, und im Super Bowl XXIV musste man sich den San Francisco 49ers mit Quarterback Joe Montana mit 55:10 geschlagen geben.
Mecklenburg spielte bis 1994 in Denver und absolvierte dabei 180 Spiele in der regular Season. Durch die Eroberung von zwei Fumbles konnte er zwei Touchdowns erzielen. Insgesamt konnte er 79,5 mal den gegnerischen Quarterback zu Boden bringen (Sack). Mit dieser Anzahl steht er noch heute an zweiter Stelle der Rekordliste der Broncos. Seine vier Sacks, die er in einem Spiel erzielen konnte, sind immer noch Vereinsrekord.

## Nach der Laufbahn
Nach seiner Spielerlaufbahn trainierte Mecklenburg eine High-School-Mannschaft. Er ist sozial engagiert und hatte von 2008 bis 2017 eine eigene Stiftung, die die Erziehung von unterprivilegierten Kindern förderte. Mecklenburg ist verheiratet und hat drei Kinder. Der gläubige Christ lebt in Littleton, Colorado.

## Ehrungen
Mecklenburg spielte sechsmal im Pro Bowl, dem Abschlussspiel der besten Spieler einer Saison. Er wurde fünfmal zum All-Pro gewählt und ist Mitglied der Colorado Sports Hall of Fame und verewigt auf dem Denver Broncos Ring of Fame.